# Iconv
Az iconv egy  számítógépes program és egy szabványosított alkalmazásprogramozási interfész (API), mely a különböző karakterkódolások egymás közti konvertálására használható.

## Története
Az iconv API egy sztenderd programozási felület karakteres sztringek konvertálásához egyik karakter kódolásból másikba Unix-szerű operációs rendszereken.
Eredetileg a HP-UX operációs rendszeren tűnt fel, és az XPG4 keretén belül szabványosították, jelenleg része a Single UNIX specifikációnak (SUS).
Az összes jelenlegi Linux disztribúció tartalmazza az iconv() szabad implementációját, mivel része a GNU C könyvtárnak, amely a C könyvtára a jelenlegi Linux rendszereknek. A használata megkívánja, hogy a GNU glibc localeok installálva legyenek, melyek egy önálló csomagként érhetőek el (általában glibc-locale néven), ami általában alapértelmezetten telepítve van a rendszerekre.

## Használata
Az stdin-t konvertálja az aktuális locale-lal az  stdout -ba a következő:
```
iconv
 
-f
 
iso-8859-1

```

Az infile bemeneti fájlt konvertálja ISO-8859-1-ből UTF-8-ba, a kimeneti outfile-ba a következő:
```
iconv
 
-f
 
iso-8859-1
 
-t
 
utf-8
 
<infile
 
>outfile

```

## Portolások
Microsoft Windows alatt az iconv bináris (és így az API is) elérhető Cygwin és GnuWin32 környezetekben vagy a win_iconv.exe natív Win32 portolással.
Az iconv továbbá elérhető számos programozási nyelvhez. Pl. PHP egyes könyvtárai támogatják ( Windows alatt egy DLL fájl segítségével), így iconv() könnyen használható PHP programból is.

## Fordítás
Ez a szócikk részben vagy egészben  az   iconv című angol Wikipédia-szócikk ezen változatának fordításán alapul.  Az eredeti cikk szerkesztőit annak laptörténete sorolja fel. Ez a jelzés csupán a megfogalmazás eredetét és a szerzői jogokat jelzi, nem szolgál a cikkben szereplő információk forrásmegjelöléseként.